# Lotharius II
Lotharius II (ca. 835 - bij Piacenza, 8 augustus 869) was koning van het koninkrijk Lotharingen.

## Verdeling van het Middenrijk
In 855 verdeelde keizer Lotharius I zijn rijk onder zijn drie zoons. Lotharius was de tweede zoon en had dus geen recht op de keizerskroon van zijn vader. Er ging een hooglopende twist aan de deling vooraf omdat Lotharius' oudere broer Lodewijk die Italië kreeg, ook gebieden ten noorden van de Alpen wilde krijgen, terwijl Lotharius vond dat de minderjarige en ziekelijke jongste broer Karel van Provence geen eigen koninkrijk moest krijgen. Lotharius kreeg steun van Lodewijk de Duitser en Karel kreeg steun van Karel de Kale, waarna de verdeling werd bezegeld. De verdeling staat bekend als het Verdrag van Prüm. Na de verdeling trouwde Lotharius met Theutberga, dochter van Boso van Arles die grote bezittingen had in het westen van Zwitserland, wat strategisch was ten opzichte van zowel Italië als Bourgondië. In 856 bevestigden de drie broers de verdeling in Orbe.

## Erfopvolging
De hele regering van Lotharius werd gedomineerd door één onderwerp: zijn kinderloze huwelijk met Theutberga. Lotharius had wel kinderen, bij zijn minnares Waldrada met wie hij al voor 855 een erkende relatie had (maar geen kerkelijk huwelijk), maar die waren buitenechtelijk en konden dus niet het koninkrijk van Lotharius erven. Lotharius probeerde dit op te lossen door van Theutberga te scheiden en met Waldrada te trouwen en haar kinderen te echten. Dit was mogelijk omdat Waldrada stamde uit Rijnlandse adel. Deze poging bracht hem echter in open oorlog met Theutberga's broer Hugbert van de Bosoniden, Lotharius eigen hertog van de gebieden ten zuiden van de Jura (gebergte). Ook Lodewijk de Duitser en Karel de Kale werkten Lotharius tegen omdat zij hoopten te profiteren als hij zonder wettige erfgenamen zou komen te overlijden. De kerkelijke hoogwaardigheidsbekleders die de scheiding van Theutberga en het huwelijk met Waldrada konden toestaan of verbieden, werden volledig door de verschillende politieke belangen gemanipuleerd. Door al deze verwikkelingen was Lotharius niet in staat om zijn koninkrijk effectief tegen de plunderingen door Vikingen te verdedigen, waaronder de bekende plunderingen van Dorestad.
Een overzicht van de gebeurtenissen:
- 857: Lotharius wil scheiden van Theutberga en verstoot haar. Hij komt daardoor in conflict met Hugbert.
- 858: Lotharius probeert twee problemen tegelijk op te lossen en beschuldigt Theutberga en Hugbert ervan vroeger incest te hebben gehad, waarna Theutberga door een abortus onvruchtbaar zou zijn geworden. Theutberga doorstaat echter een waterproef en bewijst daarmee haar onschuld in deze zaak. Een veldtocht van Lotharius tegen Hugbert mislukt. Lotharius onderkent dat de meest zuidelijke delen van zijn rijk daardoor onbestuurbaar zijn en geeft Moûtiers en Belley aan zijn broer Karel, in ruil voor steun.
- 859: Lotharius geeft het hertogdom van Hugbert aan Lodewijk de Duitser of aan zijn broer Lodewijk (bronnen zijn hierover onduidelijk). Zijn broer Karel benoemt Lotharius tot zijn erfgenaam.
- 860: Theutberga wordt opgesloten in een klooster maar weet te ontsnappen en vlucht naar Karel de Kale.
- 862: met toestemming van zijn "eigen" bisschoppen (de bisschoppen van Keulen en Trier zijn naaste verwanten van Waldrada) scheidt hij van Theutberga. Als argument voert hij aan dat zijn relatie met Waldrada al voor 855 een wettige basis had, op grond van het gewoonterecht, en dat zijn huwelijk met Theutberga daardoor bigaam en dus ongeldig is. Lotharius trouwt met Waldrada en zij wordt tot koningin gekroond.
- 863: na de dood van zijn broer Karel erft Lotharius slechts het kleine noordelijk deel van diens koninkrijk tot aan Vienne. De rest van Karels koninkrijk komt in bezit van zijn broer Lodewijk. Een synode in Metz bevestigt Lotharius' scheiding en huwelijk met Waldrada. De paus veroordeelt Lotharius handelen echter en excommuniceert Waldrada en de bisschoppen die de scheiding steunden. Zelfs een belegering van Rome door Lotharius' broer Lodewijk doet de paus niet van gedachten veranderen. Lotharius neemt wraak op Karel de Kale, de man achter het verzet van de paus, door Karels weggelopen dochter Judith onderdak te bieden.
- 865: onder dreiging met excommunicatie neemt Lotharius Theutberga weer terug als vrouw. Die geeft op haar beurt te kennen dat ze wil scheiden maar de paus geeft daarvoor geen toestemming.
- 866: de paus heft de excommunicatie van Waldrada op.
- 869: Lotharius reist in het voorjaar naar Rome om zijn zaak te bepleiten bij de nieuwe paus, Hadrianus II. Die zegt toe de kwestie opnieuw in overweging te zullen nemen. De paus stond toe dat Lotharius van Theutberga zou mogen scheiden en daardoor zou zijn verhouding met zijn concubine Waldrada en de kinderen die ze hadden, kunnen worden erkend.[1] Lotharius sterft echter op de weg terug aan malaria, vierendertig jaar oud, samen met een groot deel van zijn gevolg. Zijn kinderen worden onwettig verklaard en Karel de Kale en Lodewijk de Duitser verdelen zijn koninkrijk bij het verdrag van Meerssen.

## Familie en nageslacht
Lotharius was zoon van Lotharius I en Irmgard. Lotharius had een buitenechtelijke relatie met Waldrada (ca. 840 - na 869). Waldrada werd uiteindelijk non in Remiremont. Lotharius en Waldrada hadden de volgende kinderen:
- Hugo (ca. 857 - na 895), hertog van de Elzas
- Gisela (ca. 862 - 907), trouwde Godfried, hertog van Friesland
- Bertha (ca. 863 - 8 maart 925), trouwde eerst Theobald van Arles, neef van Theutberga en zoon van Hugbert, en daarna Adalbert II van Toscane. Na diens dood regent van Toscane. Begraven in de Santa Maria, Lucca.
- Ermengard (- ca. 897), non in Santa Giustina, Lucca.

## Voorouders
| Voorouders van Lotharius II | Voorouders van Lotharius II                                       | Voorouders van Lotharius II                                       | Voorouders van Lotharius II                                       | Voorouders van Lotharius II                                       | Voorouders van Lotharius II                    | Voorouders van Lotharius II                    | Voorouders van Lotharius II                    | Voorouders van Lotharius II                    |
| --------------------------- | ----------------------------------------------------------------- | ----------------------------------------------------------------- | ----------------------------------------------------------------- | ----------------------------------------------------------------- | ---------------------------------------------- | ---------------------------------------------- | ---------------------------------------------- | ---------------------------------------------- |
| Overgrootouders             | Karel de Grote (747-814) ∞ Hildegard (758-783)                    | Karel de Grote (747-814) ∞ Hildegard (758-783)                    | Ingram van de Haspengouw (744-) ∞ Rotrud (-)                      | Ingram van de Haspengouw (744-) ∞ Rotrud (-)                      | ? (–) ∞ ? (-)                                  | ? (–) ∞ ? (-)                                  | ? (–) ∞ ? (-)                                  | ? (–) ∞ ? (-)                                  |
| Grootouders                 | Lodewijk de Vrome (778-840) ∞ Ermengarde van Haspengouw (778-818) | Lodewijk de Vrome (778-840) ∞ Ermengarde van Haspengouw (778-818) | Lodewijk de Vrome (778-840) ∞ Ermengarde van Haspengouw (778-818) | Lodewijk de Vrome (778-840) ∞ Ermengarde van Haspengouw (778-818) | Hugo van Tours (775-837) ∞ Ava van Morvois (-) | Hugo van Tours (775-837) ∞ Ava van Morvois (-) | Hugo van Tours (775-837) ∞ Ava van Morvois (-) | Hugo van Tours (775-837) ∞ Ava van Morvois (-) |
| Ouders                      | Lotharius I (795-855) ∞ Irmgard (805-851)                         | Lotharius I (795-855) ∞ Irmgard (805-851)                         | Lotharius I (795-855) ∞ Irmgard (805-851)                         | Lotharius I (795-855) ∞ Irmgard (805-851)                         | Lotharius I (795-855) ∞ Irmgard (805-851)      | Lotharius I (795-855) ∞ Irmgard (805-851)      | Lotharius I (795-855) ∞ Irmgard (805-851)      | Lotharius I (795-855) ∞ Irmgard (805-851)      |
| Lotharius II (835-869)      |                                                                   |                                                                   |                                                                   |                                                                   |                                                |                                                |                                                |                                                |